# インドルジヒ・バスターシュ
インドルジヒ・バスターシュ（Jindřich Bastař, 1879年7月15日 - 1937年12月1日）は、チェコのヴァイオリン教師。
クラトフ出身。幼少時より父親から音楽の手ほどきを受け、1895年から1900年までオタカール・シェフチークの薫陶を受けた。卒業後は軍楽隊に属したり、プラハのダンス・オーケストラで弾いたり、自ら三重奏団を設けたり、チェコ弦楽四重奏団と演奏旅行を行ったりした。1908年からプラハ音楽院で教鞭をとった。主な門下にイヴァン・カワチウクがいる。
プラハにて没。

## 主要著作
- Jacques Féréol Mazas; Jindřich Bastař (1912). Etudes mélodiques et progressives pour Violon, Op. 36. Mojmír Urbánek. OCLC 320441413
- Jindřich Bastař (1934). Otakar Ševčík, zakladatel "Ševčíkovy koleje při Státní konservatoři hudby v Praze". Ševčíkova kolej. OCLC 85522484